# Quasistar

Porównanie rozmiarów Quasistar i innych wielkich gwiazd.

Quasistar – hipotetyczny typ gwiazd, który mógł istnieć we wczesnym Wszechświecie. W odróżnieniu od normalnych gwiazd, które swoje istnienie zawdzięczają zachodzącej w ich wnętrzu reakcji termojądrowej, quasistary zawierałyby w swym wnętrzu czarne dziury.  Nazwa tego typu gwiazd (dosłownie „quasi-gwiazda”, „obiekt gwiazdopodobny”) nawiązuje do kwazarów (quasi-stellar objects), które mogły powstać w wyniku dalszej ewolucji quasistarów.
Z obserwacji odległych kwazarów wiadomo, że zaledwie miliard lat po Wielkim Wybuchu we Wszechświecie istniały supermasywne czarne dziury o masie rzędu 10 miliardów mas Słońca. Żadna z istniejących wcześniej hipotez nie potrafiła wyjaśnić, w jaki sposób mogły w tak krótkim czasie powstać tak masywne czarne dziury. Amerykański astrofizyk Mitchell Begelman z Uniwersytetu Kolorado w Boulder przypuszcza, że tak masywne obiekty mogły powstać w wyniku ewolucji hipotetycznego typu gwiazd nazwanych przez niego quasistarami. Według teorii Begelmana quasistary rozpoczynałyby swoje życie jak normalne gwiazdy, w wyniku zagęszczenia obłoku pyłowo-gazowego. Jednak – w odróżnieniu od zwykłych gwiazd – przyszły quasistar tworzy się ze znacznie większego obłoku i już po uformowaniu się – w odróżnieniu od normalnej gwiazdy – wokół niego nadal nagromadzony jest obłok pyłowo-gwiazdowy o znacznej masie, przewyższającej masę nowo powstałej gwiazdy.
Siły grawitacyjne gwiazdy przyciągają do jej powierzchni otaczający ją materiał, przez co gwiazda powiększa się coraz bardziej, ale nie może się ona zbytnio rozszerzyć z powodu gęstego obłoku gazowo-pyłowego, który ją otacza i izoluje. Z wnętrza gwiazdy nie może się wydostać nadmiar ciepła powstały w wyniku reakcji termojądrowej i gwiazda rozgrzewa się coraz bardziej. Przy wewnętrznej temperaturze 500 milionów stopni w jądrze gwiazdy zachodzi gwałtowna reakcja, w wyniku której powstają neutrina, które, uciekając z wnętrza gwiazdy, zabierają ze sobą nadmiar ciepła. W ten sposób zachwiana zostaje równowaga hydrostatyczna gwiazdy i rozpoczyna się szybki proces implozji. Jądro gwiazdy zostaje zgniecione z powodu zachwianej równowagi hydrostatycznej i zewnętrznego ciśnienia otaczającego ją obłoku gazowego – wewnątrz obłoku tworzy się czarna dziura o masie gwiazdowej.
We współczesnym nam Wszechświecie tego typu proces doprowadziłby do powstania supernowej, ale we wczesnym Wszechświecie obłoki pyłowo-gazowe miały znacznie niższą metaliczność i mogły być znacznie większe. W przypadku powstawania quasistara siły grawitacyjne obłoku pyłowego byłyby większe niż wyzwolona energia czarnej dziury i obłok ten nie zostałby rozerwany. Czarna dziura przyciągając do siebie otaczające ją cząsteczki pyłu i gazu rośnie gwałtownie, pożerając cały otaczający ją obłok i osiągając masę wynoszącą do 100 000 mas Słońca. Wyzwalana w tym procesie energia powoduje, że quasistar ma jasność rzędu biliona Słońc.
Powstała w taki sposób czarna dziura ma masę „zaledwie” 100 000 mas Słońca i wiele jej brakuje do supermasywnych czarnych dziur o masie rzędu 10 miliardów mas Słońca, ale tak masywne obiekty mogłyby bez problemu żywić się na całych galaktykach i rosnąć jeszcze bardziej – aż do osiągnięcia rozmiarów współcześnie obserwowanych kwazarów.